# Loreto Peralta

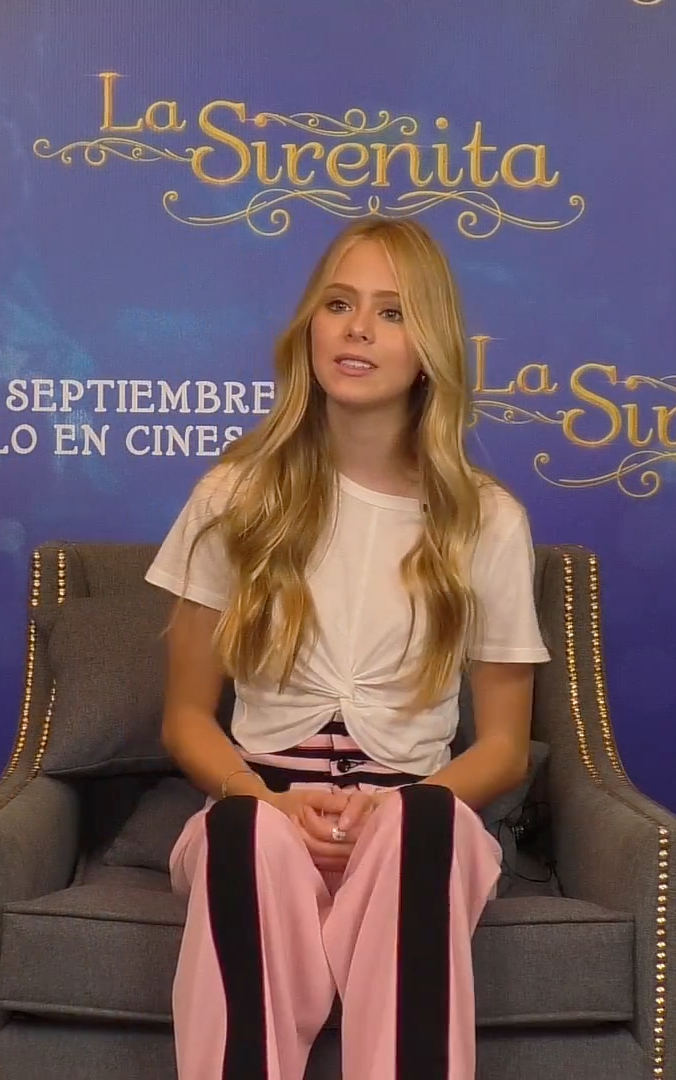
Loreto Peralta

Loreto Peralta (* 9. Juni 2004 in Florida, Vereinigte Staaten) ist eine mexikanische Kinderdarstellerin und Synchronsprecherin, die 2013 durch ihre Hauptrolle der Maggie in Plötzlich Vater internationale Bekanntheit erlangte. Sie ist die Enkeltochter des milliardenschweren Unternehmers und Besitzers des Baseballteams Tigres de Quintana Roo Carlos Peralta.

## Leben und Karriere
Loreto Peralta wurde am 9. Juni 2004 als ältestes von bisher drei Kindern von Juan Carlos Peralta und Greta Jacobson im US-Bundesstaat Florida geboren, wuchs jedoch vorwiegend in Mexiko-Stadt auf. Ihre Schauspielkarriere startete die damals 9-Jährige, noch gänzlich unbekannt und ohne bisherige Einsätze in diesem Geschäft, im Jahre 2013 neben dem beliebten mexikanischen Fernsehstar Eugenio Derbez in der Hauptrolle der Maggie in Plötzlich Vater. Im Anschluss erhielt sie für ihr Engagement im Film von Eugenio Derbez diverse Auszeichnungen. Bei den Diosas de Plata des Jahres 2014, als der Film gleich in neun verschiedenen Kategorien nominiert war und davon in drei gewann, trat auch Peralta in der Kategorie „Mejor actuación infantil“ als Siegerin in Erscheinung. Weiters gewann sie in diesem Jahr bei der Verleihung der Premios CANACINE den Preis in der Kategorie „Promesa femenina del año“; auch in zwei weiteren Kategorien ging der Preis an die Dramedy. Bei den Young Artist Awards 2014 wurde die junge Mexikanerin, die neben Spanisch auch fließend Englisch spricht, für einen Young Artist Award in der Kategorie „Beste Hauptdarstellerin in einem Spielfilm“ nominiert und gewann diesen Preis zusammen mit Sophie Nélisse, die den Preis in dieser Kategorie, für ihr Engagement in Die Bücherdiebin, entgegennahm. Nachdem sie noch im gleichen Jahr bei den Premios Platino den Sieger in der Kategorie „Mejor Película de Animación“ präsentierte, war sie im Folgejahr bereits in der spanischsprachigen Originalfassung von Rettet Oz!, der seine Deutschlandpremiere am 7. April 2016 feierte, als Synchronsprecherin des Charakters Gabby im Einsatz.

## Filmografie
- 2013: Plötzlich Vater (No se aceptan devoluciones)
- 2015: Rettet Oz! (Guardianes de Oz) (Synchronsprecherin in der Originalfassung)
- 2018: Die kleine Meerjungfrau (The Little Mermaid)
- 2019: Alle Sommersprossen der Welt (Todas las pecas del mundo)
- 2019 – 2020: Blumige Aussichten (The House of Flowers, Fernsehserie, 10 Folgen)
- 2021: The War Next-Door (Fernsehserie, Folge 1x01 The Rich Cry Too)
- 2021: Guerra de Likes
- 2021: Tú eres mi problema

## Auszeichnung
- 2014: Young Artist Award in der Kategorie „Beste Hauptdarstellerin in einem Spielfilm“ für ihr Engagement in Plötzlich Vater, zusammen mit Sophie Nélisse (Die Bücherdiebin)[5]